# Florida Panthers

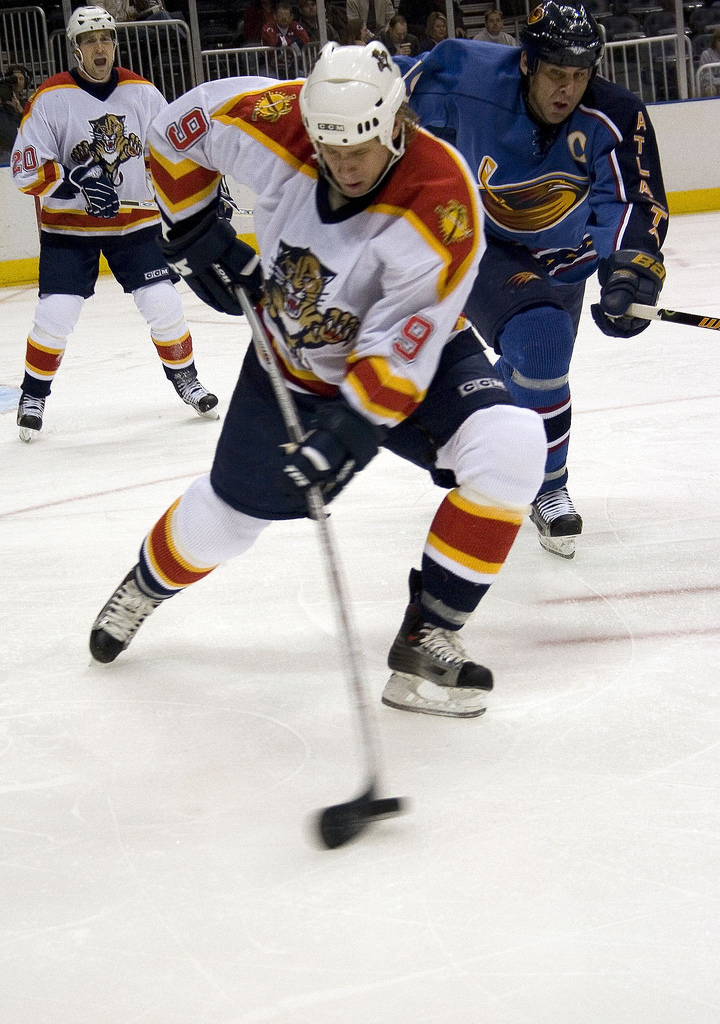
Equipació dels Florida Panthers

Els Florida Panthers són un equip professional d'hoquei sobre gel de Florida, Estats Units, i juga a la National Hockey League a la Divisió Sud-est. L'equip fou fundat el 1993 a Sunrise (Florida), una ciutat propera a Fort Lauderdale.
Els Florida Panthers tenen la seva seu al BankAtlantic Center de 20.000 espectadors, inaugurat el 1998. L'equip juga amb jersei blau amb bandes vermelles i pantalons blaus a casa, i amb jersei blanc amb bandes vermelles i pantalons blaus a fora.

## Història
El 10 de desembre de 1992 l'NHL va atorgar una franquícia d'expansió a un projecte liderat per Wayne Huizenga, fundador de Blockbuster Video, que establiria un equip d'hoquei sobre gel a l'estat de Florida. El nou equip es diria Florida Panthers i, juntament amb els Anaheim Ducks, va debutar a la temporada 1993-94 en un partit davant Chicago Blackhawks que va acabar amb un empat 4-4. En la seva primera temporada els Panthers van estar a punt de classificar-se per playoff encara que no van aconseguir el seu propòsit per tan sols una posició. Part del seu èxit es va deure a les tàctiques del seu primer entrenador, Roger Neilson, que va emprar un sistema ultradefensiu però eficaç.

## Palmarès
- Trofeu Príncep de Gal·les (1): 1995-96